# Joscelin III z Courtenay
Joscelin III z Courtenay (zm. 1200) – wasal Królestwa Jerozolimskiego 1176—1200. Jedyny syn Joscelina II z możnego rodu de Courtenay, i jego żony - Beatrycze. 
Joscelin od śmierci ojca w 1159 nosił tytuł hrabiego Edessy, jednakże od 1149 hrabstwo już nie istniało. Jego siostra Agnieszka była pierwszą żoną późniejszego króla Amalryka I, i matką Baldwina IV Trędowatego i Sybilli Jerozolimskiej. W 1164, po bitwie pod Harim, Joscelin został wzięty do niewoli przez Nura ad-Dina, wypuszczono go dopiero w 1176, kiedy Agnieszka zapłaciła okup w wysokości 50 tysięcy dinarów. Mimo niechęci Rajmunda III, hrabiego Trypolisu, Baldwin IV nadał mu tytuł seneszala Jerozolimy, a około 1176 otrzymał od króla ziemię w okolicach Akki, z których stworzył tzw. Seigneurie de Joscelin. Po zaręczeniu księżniczki Izabeli, przyrodniej siostry Baldwina IV, z Humphreyem IV z Toron, ziemie Toron trafiły do królestwa, a Joscelin otrzymał Chastel Neuf. Od 1180 do 1184 był ambasadorem królestwa w Bizancjum. Agnieszka zmarła pod koniec 1184, kilka miesięcy przed Baldwinem IV. 
W 1185 Joscelin został strażnikiem, wnuka swojej siostry - Baldwina V, a Rajmund III został regentem. Rajmund bał się, że jeśli on zostanie strażnikiem i Baldwin V umrze, to rzuci to złe światło na niego i nie będzie mógł głosić swoich pretensji do tronu. Joscelin spowinowacony, a nie spokrewniony z królami Jerozolimy, nie mógł tymczasem pretendować do tronu, a nawet w jego interesie było, aby Baldwin V żył jak najdłużej. Baldwin V zachorował i zmarł w Akrze w 1186, a Joscelin i Wilhelm V z Montferratu sprowadzili jego trumnę do Jerozolimy. W tym samym czasie, Rajmund III udał się do Nablusu, aby razem z Balianem z Ibelinu dokonać przewrotu i koronować na królową księżniczkę Izabelę. Przewrót się nie udał i koronowano starszą siostrę Izabeli - Sybillę i jej drugiego męża - Gwidona de Lusignan.
W 1186 Sybilla i Gwidon potwierdzili przyznanie Joscelinowi Chastel Neuf i jeszcze innych ziem. Joscelin dał te ziemi jako posag swojej córce Beatrice, którą zaręczył z młodszym bratem Gwidona - Wilhelmem z Walencji. Swoją młodszą córkę Agnieszkę zaręczył tymczasem z bratankiem Gwidona, ale gdyby Beatrice zmarła, Agnieszka zamiast niej poślubiłaby Wilhelma. 
W 1187, w bitwie pod Hittin Joscelin był jednym z dowódców. On i Balian z Ibelinu po porażce uciekli i schronili się w Tyrze. Wszystkie ziemie Joscelina zostały podbite przez Saladyna. Podczas III krucjaty Joscelin oblegał Akkę i możliwe, że zmarł podczas oblężenia. Kiedy zmarła Sybilla, a Izabela została pretendentką w czasie samodzielnych rządów Gwidona, przywróciła ona prawa do Chastel Neuf i Toronu Humphreyowi. Jeśli Joscelin wtedy jeszcze żył, nie zaprotestował. Jeszcze przed śmiercią zmienił on plany małżeńskie swoich córek i zmarł prawdopodobnie i ostatecznie w październiku 1200. W 1220 jego córki sprzedały jego ziemie, zakonowi krzyżackiemu (wielkiemu mistrzowi Heramannowi von Salza). 

## Małżeństwo i potomstwo
Około 1176 ożenił się z Agnieszką de Milly, córką Henryka Bibalusa de Milly - pana Petry, bratanicą Filipa de Milly. Para miała 2 córki:
- Beatrycze (zm. po 1245), która przed 1208 poślubiła Ottona Henneberga, hrabiego Botenlauben (owdowiała w styczniu 1217),
- Agnieszkę, która przed 1200 poślubiła Wilhelma z Amandolei, pochodzącego z Kalabrii, który później został panem Scandeleon.